# Mariëtte Patijn
Maria Henriette (Mariëtte) Patijn (Voorburg, 29 december 1966) is een Nederlands politica namens de PvdA. Sinds 6 december 2023 is ze lid van de Tweede Kamer der Staten-Generaal, en maakt ze deel uit van de GroenLinks-PvdA-fractie. 
Ze stond bij de verkiezingen van 22 november dat jaar op plaats 6 van de GroenLinks-PvdA-kandidatenlijst, waarmee ze een van de hoogste nieuwkomers was. Patijn was van 1995 tot 2013 lid van het bestuur van de vakbond FNV Bondgenoten.

## Privé
Ze is een dochter van PvdA-politicus en burgemeester van Amsterdam Schelto Patijn.
Laura Bromet · Julian Bushoff · Glimina Chakor · Geert Gabriëls · Marleen Haage · Daniëlle Hirsch · Habtamu de Hoop · Barbara Kathmann · Jesse Klaver · Suzanne Kröger · Esmah Lahlah · Tom van der Lee · Mohammed Mohandis · Songül Mutluer · Jimme Nordkamp · Mariëtte Patijn · Anita Pijpelink · Kati Piri · Elke Slagt · Luc Stultiens · Joris Thijssen · Frans Timmermans · Mikal Tseggai · Lisa Westerveld · Raoul White
- Parlement.com: vm6bkrdtbjus